# Nóż (powieść)
Nóż (norw. Kniv) – powieść kryminalna norweskiego pisarza Jo Nesbø, opublikowana w 2019 r. Pierwsze polskie wydanie ukazało się w tym samym roku nakładem Wydawnictwa Dolnośląskiego, w tłumaczeniu Iwony Zimnickiej.